# Comuna Ojarivka, Stara Sîneava
Ojarivka (în ucraineană Ожарівка) este o comună în raionul Stara Sîneava, regiunea Hmelnîțkîi, Ucraina, formată din satele Ojarivka (reședința) și Pîșkî.

## Demografie
Componența lingvistică a comunei Ojarivka
     Ucraineană (100%)
Conform recensământului din 2001, toată populația comunei Ojarivka era vorbitoare de ucraineană (100%).